# Maja Vervoort
Maja Vervoort (geb. Indorf) (1940, Tanahmerah, Nederlands Indië) is psycholoog en wetenschapsjournalist.

## Loopbaan
Vervoort studeerde psychologie aan de Universiteit van Amsterdam en was in de jaren '70 werkzaam als redacteur bij de Grote Spectrum Encyclopedie. Zij was mederedacteur van de Spectrum psychologische encyclopedie (1982), redigeerde  de Almanak Psychologie (1992) en was samensteller/redacteur van de bundel Pioniers in de psychologie (2000).
Zij werkte vanaf de start in 1982 als redacteur bij het maandblad Psychologie Magazine en als boekenredacteur bij de uitgeverij Swets & Zeitlinger. Van 1997 tot 2000 was zij hoofdredacteur van Psychologie Magazine. Zij is medeauteur van het boek Therapiewijzer, theorie en praktijk van 21 psychotherapieën (Archipel, 2003) en schreef het boek Gissen en missen. Valkuilen van de menselijke geest (Archipel, 2004). Zij schreef recensies voor het dagblad Trouw en artikelen voor het maandblad Opzij. Voor het Cultureel Woordenboek redigeerde zij de lemma's van de sectoren fotografie en gebouwd erfgoed.

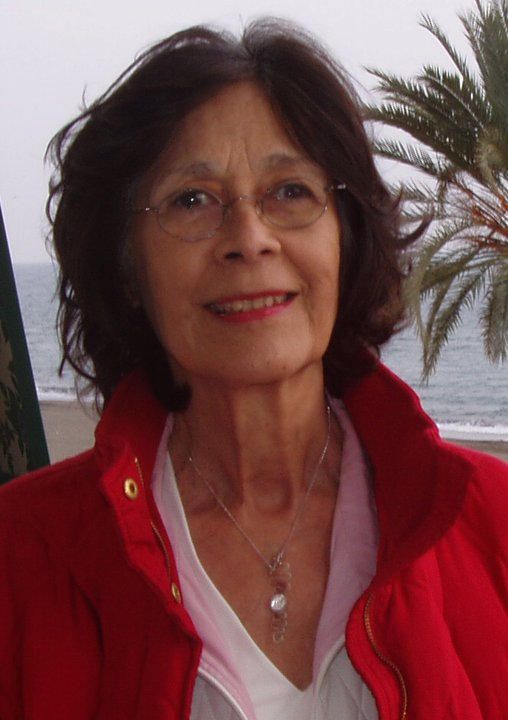
Vervoort in 2000 of 2001

Zij is sinds 1964 getrouwd met schrijver Hans Vervoort. Met hem schreef ze de biografie Sicco Roorda van Eysinga, zijn eigen vijand (De Engelbewaarder 1979)